# Resolutie 844 Veiligheidsraad Verenigde Naties
Resolutie 844 van de Veiligheidsraad van de Verenigde Naties is unaniem aangenomen door de VN-Veiligheidsraad op 18 juni 1993.

## Achtergrond
In 1980 overleed de Joegoslavische leider Tito, die decennialang de bindende kracht was geweest tussen de zes deelstaten van het land. Na zijn dood kende het nationalisme een sterke opmars, en in 1991 verklaarden verschillende deelstaten zich onafhankelijk. Zo ook Bosnië en Herzegovina, waar in 1992 een burgeroorlog ontstond tussen de Bosniakken, Kroaten en Serviërs. Deze oorlog, waarbij etnische zuiveringen plaatsvonden, ging door tot in 1995 vrede werd gesloten.

## Inhoud
De Veiligheidsraad:
- Bevestigde resolutie 713 en volgende.
- Overwoog de secretaris-generaals rapport over de VN-veilige gebieden in Bosnië en Herzegovina.
- Nog steeds gealarmeerd over de ernstige en onaanvaardbare situatie in Bosnië en Herzegovina door ernstige schendingen van het internationaal humanitair recht.
- Herinnert aan het belang van een politieke oplossing.
- Is vastberaden resolutie 836 volledig uit te voeren.
- Handelt onder Hoofdstuk VII van het Handvest van de Verenigde Naties.

1. Keurt het rapport goed.
2. Besluit de versterking van UNPROFOR te authoriseren om aan de bijkomende vereisten te voldoen.
3. Vraagt de secretaris-generaal zijn consultaties met de lidstaten die troepen bijdragen voort te zetten.
4. Bevestigt zijn beslissing inzake het gebruik van luchtmacht rond de veilige gebieden ter ondersteuning van UNPROFOR.
5. Roept de lidstaten op troepen, logistieke steun en uitrusting bij te dragen.
6. Nodigt de secretaris-generaal uit regelmatig te rapporteren over de uitvoering van resolutie 836.
7. Besluit actief op de hoogte te blijven.

## Verwante resoluties
- Resolutie 842 Veiligheidsraad Verenigde Naties
- Resolutie 843 Veiligheidsraad Verenigde Naties
- Resolutie 845 Veiligheidsraad Verenigde Naties
- Resolutie 847 Veiligheidsraad Verenigde Naties

Lijst ·  800 ·  801 ·  802 ·  803 ·  804 ·  805 ·  806 ·  807 ·  808 ·  809 ·  810 ·  811 ·  812 ·  813 ·  814 ·  815 ·  816 ·  817 ·  818 ·  819 ·  820 ·  821 ·  822 ·  823 ·  824 ·  825 ·  826 ·  827 ·  828 ·  829 ·  830 ·  831 ·  832 ·  833 ·  834 ·  835 ·  836 ·  837 ·  838 ·  839 ·  840 ·  841 ·  842 ·  843 ·  844 ·  845 ·  846 ·  847 ·  848 ·  849 ·  850 ·  851 ·  852 ·  853 ·  854 ·  855 ·  856 ·  857 ·  858 ·  859 ·  860 ·  861 ·  862 ·  863 ·  864 ·  865 ·  866 ·  867 ·  868 ·  869 ·  870 ·  871 ·  872 ·  873 ·  874 ·  875 ·  876 ·  877 ·  878 ·  879 ·  880 ·  881 ·  882 ·  883 ·  884 ·  885 ·  886 ·  887 ·  888 ·  889 ·  890 ·  891 ·  892